# Sillaro
Le Sillaro est un torrent de la province de Bologne, affluent du Reno, long de 66 km avec un débit moyen de 4 m3/s, il a un bassin de 300 km2. 

## Géographie
Naît sur les pentes du Mont Canda à 800 m d’altitude, dans la commune de Firenzuola, près de la caractéristique formation rocheuse du Sasso di San Zanobi. 
Après quelques kilomètres, il entre en  Émilie-Romagne dans la localité de Giugnola (commune de Castel del Rio) et parcourt une remarquable fosse d’érosion en terrain argileux (les calanques ou « calanco » en italien). Baigne Castel San Pietro Terme puis Sesto Imolese. 
Alimente la zone alluvionnaire de Valle Santa et se jette dans le Reno presque conjointement avec le torrent Idice près de La Bastia, entre Lavezzola et San Biagio di Argenta.

## Affluents
Son principal affluent de droite est le torrent Sellustra qui, né en territoire bolonais à environ 450 m d'altitude à Monte la Pieve, descend entre les collines de la Commune de Dozza et se jette dans le Sillaro près de Castel Guelfo, après environ 22 km de cours.

## Histoire
Son cours représente la frontière historique et géographique entre l’Émilie et la Romagne.